# ويم فولكرز
ويليم فريدريك (ويم) فولكرز (3 أكتوبر 1899 في أمستردام - 4 يناير 1990 في زايست)، هو لاعب ومدرب كرة قدم هولندي. لعب لنادي أياكس أمستردام (1923-1936)، ومع المتخب الهولندي (1924-1932). 